# Isack Hadjar
Isack Alexandre Hadjar (ur. 28 września 2004 w Paryżu) – francuski kierowca Formuły 1 pochodzenia algierskiego startujący od sezonu 2025 dla zespołu Racing Bulls. Isack reprezentuje w wyścigach Formuły 1 Francję, pomimo tego że jego rodzina ma pełne obywatelstwo algierskie.

## Kariera
Isack rozpoczął swoją karierę wyścigową w wieku 7 lat. Młody Francuz kartingiem wypracował sobie drogę do w Brytyjskiego Ginetta Junior Winter 2018. Występ Hadjara w tym weekendzie wyścigowym, dał mu przepustkę do Francuskiej Formuły 4, gdzie Francuz osiągnął trzecie miejsce w tabeli w swoim pierwszym sezonie występowania w niej (2019). 

### Formuła 3
W 2022 po występach w regionalnych F3, Isack wywalczył awans do Formuły 3. Występował tam w barwach Hitech Grand Prix, gdzie był wspierany przez Red Bull. W tej serii osiągnął czwartą lokatę. Pozwoliło to Hadjarowi zdobyć miejsce w Formule 2, gdzie kontynuował reprezentowanie brytyjskiego zespołu. W tym samym sezonie stał się również rezerwowym kierowcą zespołów Scuderia AlphaTauri i Oracle Red Bull. 

### Formuła 2
W debiutanckim sezonie 2023 zajął czternaste miejsce, raz stając na podium. Podczas wyścigu na torze Zandvoort został sklasyfikowany na pierwszym miejscu, ale wyścig odwołano po 2 okrążeniach, przez co nie przyznano kierowcom punktów.  Po sezonie odszedł z ekipy Hitech, podpisując kontrakt z Campos Racing. Drugi sezon w F2 był dużo lepszy dla Hadjara. Swój pierwszy wyścig w F2 wygrał podczas 4. rundy na torze Imola. W całym sezonie siedmiokrotnie stawał na podium, z czego cztery razy na pierwszym miejscu. Zdobył 165 punktów co dało mu wicemistrzostwo Formuły 2.

### Formuła 1
Jeszcze w czasie występów w Formule 2, Hadjar brał udział w weekendzie wyścigowym F1. Jako kierowca testowy 27 października 2023 roku prowadził bolid AlphaTauri w piątkowym treningu podczas Grand Prix Miasta Meksyk, zajmując miejsce Yukiego Tsunody. W sezonie 2024 dwukrotnie brał udział w treningach, podczas Grand Prix Wielkiej Brytanii (w miejsce Sergio Péreza) i Grand Prix Abu Zabi (zastępując Maxa Verstappena). Pod koniec 2024 roku zespół Visa Cash App Racing Bulls F1 Team ogłosił Hajdara swoim kierowcą na sezon 2025. Podczas okrążenia formującego przed swoim pierwszy wyścigiem o Grand Prix Australii, rozbił swój bolid. Stąd pierwszy raz wystartował w drugiej rundzie w Chinach. Pierwsze punkty zdobył w Japonii, podczas trzeciej rundy mistrzostw świata.

## Wyniki
| Legenda oznaczeń w tabelach wyników Wyświetl szablon na nowej stronie | Legenda oznaczeń w tabelach wyników Wyświetl szablon na nowej stronie                                                                     |
| Oznaczenie                                                            | Wyjaśnienie |
| --------------------------------------------------------------------- | --- |
| Złoty                                                                 | Zwycięzca lub mistrzostwo |
| Srebrny                                                               | 2. miejsce lub wicemistrzostwo |
| Brązowy                                                               | 3. miejsce lub II wicemistrzostwo |
| Zielony                                                               | Ukończył, punktował (w klasyfikacji generalnej, gdy zdobył co najmniej jeden punkt na przestrzeni sezonu, poza trzema powyższymi opcjami) |
| Niebieski                                                             | Ukończył, nie punktował (w klasyfikacji generalnej, gdy nie zdobył co najmniej jednego punktu na przestrzeni sezonu)                      |
| Czerwony                                                              | Nie zakwalifikował się (NZ) |
| Czerwony                                                              | Nie prekwalifikował się (NPK) |
| Różowy                                                                | Nie ukończył (NU) |
| Różowy                                                                | Niesklasyfikowany (NS) (w klasyfikacji generalnej, gdy nie został sklasyfikowany w żadnym wyścigu sezonu)                                 |
| Czarny                                                                | Zdyskwalifikowany (DK) |
| Czarny                                                                | Wykluczony (WYK/EX) |
| Biały                                                                 | Nie wystartował (NW) |
| Biały                                                                 | Kontuzjowany (K/INJ) |
| Biały                                                                 | Wyścig odwołany (OD/C) |
| Bez koloru                                                            | Został wycofany (WYC/WD) |
| Bez koloru                                                            | Nie przybył (NP/DNA) |
| Bez koloru                                                            | Nie brał udziału w treningach (NT/DNP) |
| Bez koloru                                                            | Nie został zgłoszony (–) |
| Pogrubienie                                                           | Start z pole position |
| Kursywa                                                               | Najszybsze okrążenie wyścigu |
| †                                                                     | Nie ukończył, ale jego rezultat został zaliczony ze względu na przejechanie więcej niż 90% dystansu wyścigu.                              |
| *                                                                     | Sezon w trakcie |
| 1/2/3                                                                 | Punktowana pozycja w sprincie |
| Lista systemów punktacji Formuły 1                                    | |

### Podsumowanie[6]
| Sezon | Seria                                  | Zespół                             | Starty | P1 | PP | NO | Podia | Punkty | Miejsce |
| ----- | -------------------------------------- | ---------------------------------- | ------ | -- | -- | -- | ----- | ------ | ------- |
| 2018  | Ginetta Junior Winter Championship     |                                    | 3      | 0  | 0  | 0  | 0     | 0      | NS      |
| 2019  | Francuska Formuła 4                    | FFSA Academy                       | 20     | 1  | 0  | 1  | 2     | 118    | 7       |
| 2020  | Formuła 4 ZEA                          | 3Y Technology                      | 8      | 0  | 0  | 0  | 0     | 56     | 11      |
| 2020  | Francuska Formuła 4                    | FFSA Academy                       | 21     | 3  | 2  | 6  | 11    | 233    | 3       |
| 2021  | Formula Regional European Championship | R-ace GP                           | 20     | 2  | 1  | 3  | 5     | 166    | 5       |
| 2021  | Azjatycka Formuła 3                    | Evans GP                           | 9      | 0  | 0  | 1  | 5     | 95     | 6       |
| 2022  | Formula Regional Asian Championship    | Hitech Grand Prix                  | 15     | 2  | 1  | 2  | 5     | 134    | 3       |
| 2022  | Formuła 3                              | Hitech Grand Prix                  | 18     | 3  | 1  | 2  | 5     | 123    | 4       |
| 2023  | Formuła 2                              | Hitech Grand Prix                  | 26     | 1  | 0  | 1  | 2     | 55     | 14      |
| 2024  | Formuła 2                              | Campos Racing                      | 24     | 4  | 1  | 1  | 7     | 165    | 2       |
| 2025  | Formuła 1                              | Visa Cash App Racing Bulls F1 Team | 14     | 0  | 0  | 0  | 0     | 22*    | 13*     |